# Arachnophobie

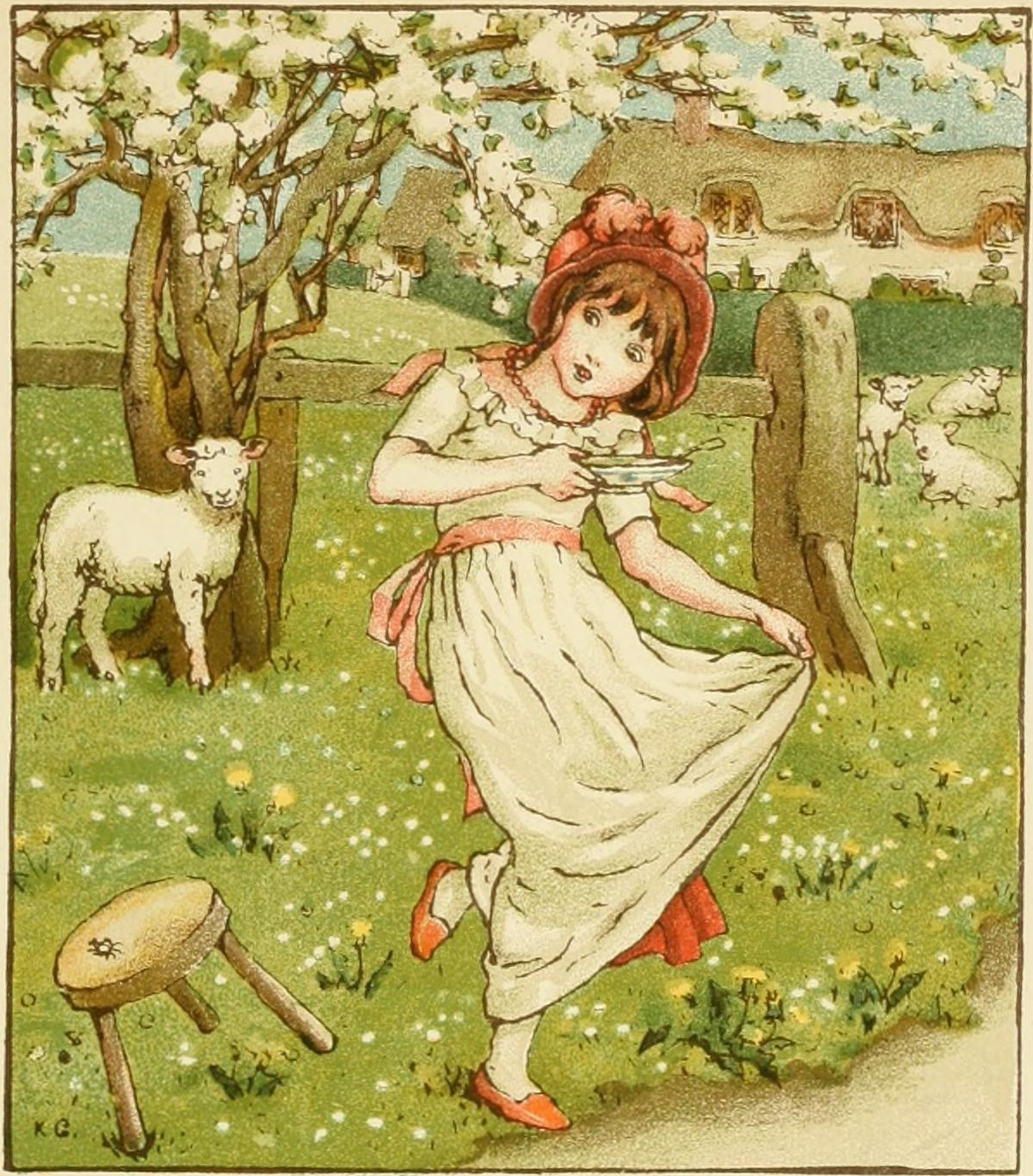
Berühmt für ihre Angst vor Spinnen ist die „Little Miss Muffet“ aus einem englischen Kinderbuch

Arachnophobie (von altgriechisch ἀράχνη aráchnē, deutsch ‚Spinne‘, und φόβος phóbos, deutsch ‚Furcht‘), auch Spinnenphobie, bezeichnet eine der häufigsten Angststörungen beim Menschen, bei der eine übersteigerte Angst vor Spinnen oder allgemein Spinnentieren besteht. Menschen mit dieser Phobie nehmen das Bild einer Spinne früher, länger und damit dominanter wahr als nicht Betroffene.
Betroffene Personen schätzen dabei folgende Dinge signifikant höher ein als eine nicht-phobische Kontrollgruppe:
- die Wahrscheinlichkeit, von Spinnen gebissen zu werden;
- das Ausmaß der dadurch verursachten Verletzungen;
- die rationale Begründbarkeit ihrer Angst.

Diese negativen Erwartungen können auch losgelöst von der Anwesenheit von Spinnen als phobischer Stimulus ausgelöst werden.

## Verbreitung
In Deutschland ist Spinnenphobie die am weitesten verbreitete Phobie innerhalb der Angststörungen. Da etwa 25 Prozent der Bevölkerung im Laufe ihres Lebens an einer Angststörung leiden, ist sie zudem die häufigste psychische Störung und daher besser erforscht als seltenere Störungsbilder. Frauen sind fünfmal häufiger betroffen als Männer.

## Mögliche Ursachen
Als Ursache dieser Angststörung wird häufig folgende Erklärung angegeben: „Je mehr ein Tier oder Gegenstand vom menschlichen Erscheinungsbild abweicht, desto stärker, häufiger und weiter verbreitet ist die Angst.“ Im Tierreich existieren jedoch viele Lebensformen, die noch weitaus stärker vom menschlichen Erscheinungsbild abweichen, aber weniger ausgeprägt Gegenstand von Phobien sind. Ein weiterer Grund für Arachnophobie wird darin gesehen, dass Spinnen mitunter plötzlich und unerwartet nahe am Körper bemerkt werden. Außerdem wird ihre – in Relation zur Körpergröße – bei einigen Arten schnelle und unvorhersehbare Art der Fortbewegung für Spinnenangst verantwortlich gemacht.
Eine andere Theorie besagt, dass die ursprünglich deutlich präsentere Gefährlichkeit bestimmter Spinnen für den Menschen das arachnophobe Verhalten im Rahmen der evolutionären Entwicklung des Menschen gefördert hat. Noch immer kann der Biss giftiger Spinnen auch für erwachsene Menschen tödlich sein. Daher ist es durchaus nachvollziehbar, dass selbst die Feuerwehr es mitunter vorzieht, eine verdächtig wirkende Spinne sofort zu töten, anstatt den Versuch zu unternehmen, sie lebend zu fangen (hier: Freiwillige Feuerwehr 
Lauterbach, 2021) Auch wenn es sich nur in den seltensten Fällen um eine eingeschleppte „Bananenspinne“ (richtig: Brasilianische Wanderspinne) handelt, könnten Urängste dazu beitragen, dass bestimmte Verhaltensmuster genetisch fixiert werden und dadurch erhalten bleiben.
Eine Zwillingsstudie der Virginia Commonwealth University aus dem Jahr 2003 konnte nachweisen, dass es bei Spinnenphobie eine genetische Komponente gibt.
Schließlich könnte es sich bei der Spinnenfurcht jedoch auch einfach um ein erlerntes Verhalten handeln. Ein Kleinkind orientiert sich in vielen Lebensäußerungen an den eigenen Eltern und anderen engen Bezugspersonen. Leidet eine dieser Personen an Arachnophobie, so erlebt das Kind diese Angst und lernt, dass Spinnen gefährlich sind. Für Arachnophobie als erlernte Verhaltensweise spricht die Beobachtung, dass sie nur in bestimmten Regionen der Welt verbreitet ist. Bei Naturvölkern ist sie hingegen so gut wie unbekannt.

## Auswirkungen für Betroffene

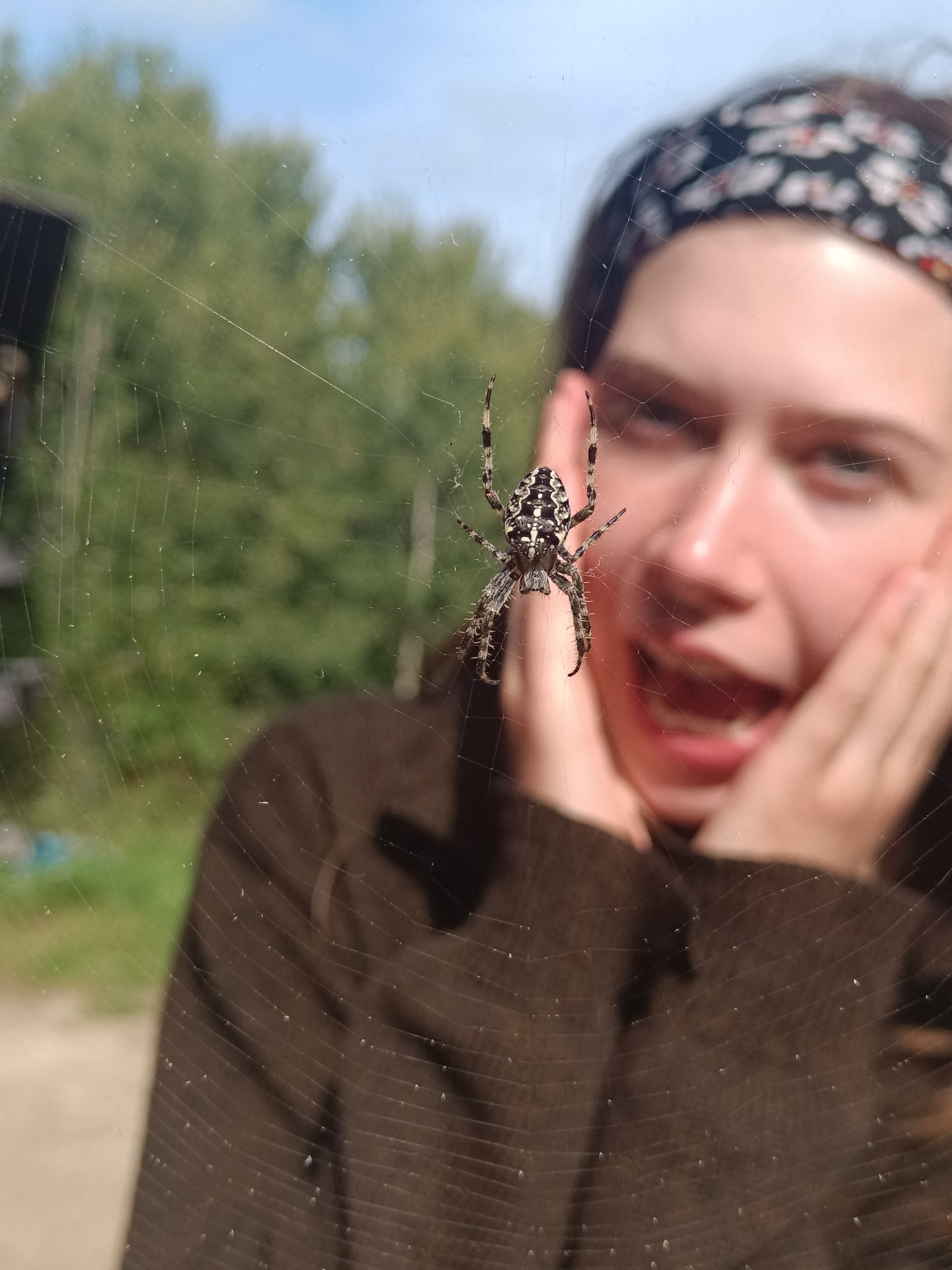
Der Anblick einer Gartenkreuzspinne (Araneus diadematus) sorgt für Angst

Für Menschen, die nicht an Arachnophobie leiden, mag es schwer vorstellbar sein, wie sehr diese Form der Angststörung Betroffene in ihrem Alltag einschränken kann. Wenn aus Unbehagen Panik wird, kann es durch plötzlich auftretendes Vermeidungsverhalten der Betroffenen, jedoch auch zu Fremdgefährdung kommen, wie beispielsweise in folgenden Situationen:
- Straßenverkehr; betroffene Autofahrer haben zum Teil bereits schwere Unfälle verursacht, wenn im Fahrzeug eine Spinne in ihrem Sichtfeld auftauchte und sie in Panik gerieten, bevor sie an die Seite fahren konnten
- Häuslicher Bereich; die Unfallgefahr erhöht sich, wenn gewisse Bereiche der eigenen Wohnung nur mit Angst betreten werden, weil es dort bereits zu Begegnungen mit Spinnen kam
- Allgemein; die allgemeine Aufmerksamkeit sowie die Bewegungsmuster einer Person, die durch das unerwartete Auftauchen einer Spinne eine Panikattacke erlebt, verändern sich nachweislich, wie am Max-Planck-Institut für Psychiatrie herausgefunden wurde. Bei Tätigkeiten wie Kinderbetreuung, Kochen, Agieren im Straßenverkehr usw. kann die Beeinträchtigung Betroffene und weitere Personen in Gefahr bringen.

Ein Ziel therapeutischer Maßnahmen besteht daher darin, die Auswirkungen der Panikreaktion bei Betroffenen durch das Vermitteln von Sicherheitsverhalten deutlich zu reduzieren.

## Behandlung
Als Therapie gegen eine die Lebensqualität beeinträchtigende Arachnophobie hat sich, wie bei allen Phobien, vor allem die Verhaltenstherapie bewährt; an erster Stelle stehen unterschiedliche Formen der Expositionstherapie, auch Konfrontationstherapie genannt.
Dabei stellt eine Konfrontationstherapie keine eigenständige Therapieform dar, sondern immer nur ein Teilelement einer verhaltenstherapeutischen Behandlung.
Wichtig dabei ist das Durchhalten, also das Durchleben der Angstsituation. Durch ein Ausweichen kann die Phobie noch verstärkt werden. Es gibt immer wieder ehemalige Phobiker, die sich nach erfolgreicher Therapie selbst Spinnen als Heimtiere halten (Überkompensation der Angst).

### Direkte Konfrontation
Studien haben gezeigt, dass Angstpatienten ihre Phobien durch die gezielte Konfrontation mit den Reizen, die bei ihnen Panikattacken auslösen (hier: Spinnen), abbauen können. Es wurde jedoch ebenfalls nachgewiesen, dass sich die Angststörung durch ein abruptes oder unvorhersehbares Vorgehen bei der Behandlung, insbesondere in Kombination mit einer instabilen therapeutischen Beziehung, verschlimmern können.
Bei der Exposition werden Patienten zunächst mit Bildern von Spinnen konfrontiert, bevor man ihnen Filme zeigt. Therapeutisch begleitet findet später eine räumliche Annäherung mit lebenden Spinnen bis hin zur Berührung durch die Betroffenen statt. Gelingt eine positive Annäherung mit den angstauslösenden Tieren, so führt dies dazu, dass Betroffene ihre bisherigen Einschätzungen neu bewerten, was zur Folge hat, dass der Einfluss der Spinnen auf Gedanken und Gefühle des Patienten deutlich reduziert wird.

### Virtuelle Konfrontation
Da direkte Konfrontationen Patienten zusätzlich belasten können und außerdem die Gefahr einer Traumatisierung bergen, wird der Einsatz von Therapiekonzepten, die mit virtueller Realität arbeiten, aktuell erforscht. Neben der Behandlung von Angststörungen ist in diesem Bereich unter anderem die Behandlung sozialer Phobien möglich. Messbare psychologische Reaktionen konnten auch bei Patienten, deren Behandlung mit Hilfe eines Virtual-Reality-Headsets erfolgte, nachgewiesen werden.
Eine gelungene virtuelle Exposition, die virtuelle und erweiterte Realität nutzt, wird von den Betroffenen als real empfunden. Messungen bestätigten dabei auch das Auftreten von für Phobien typischem Vermeidungsverhalten. Therapeutische Interventionen, die normalerweise die Begegnung z. B. mit einer echten Tarantel beinhalten, werden so auch einfacher realisierbar, da die Tiere im Therapiealltag eher selten tatsächlich zur Verfügung stehen. Außerdem lehnt ein Teil der Betroffenen eine direkte Konfrontation bereits im Vorfeld als zu belastend ab. Erste Studien konnten die Wirksamkeit dieser Form von Expositionstherapie bestätigen.